# یواس‌اس مالورن (۱۸۶۰)
یواس‌اس مالورن (۱۸۶۰) (به انگلیسی: USS Malvern (1860)) یک کشتی بود که طول آن ۲۳۹ فوت ۴ اینچ (۷۲٫۹۵ متر) بود. این کشتی در سال ۱۸۶۰ ساخته شد.